# إليزابيث أ. ديفيس
إليزابيث أ. ديفيس (بالإنجليزية: Elizabeth A. Davis)‏ هي ممثلة أمريكية، ولدت في 19 أكتوبر 1980 في دوماس في الولايات المتحدة.

## وصلات خارجية
- إليزابيث أ. ديفيس على موقع IMDb (الإنجليزية)
- إليزابيث أ. ديفيس على موقع قاعدة بيانات برودواي على الإنترنت (الإنجليزية)
- إليزابيث أ. ديفيس على موقع كينوبويسك (الروسية)